# Grillz
Pour l'album homonyme du rappeur Nelly, voir Grillz (album).

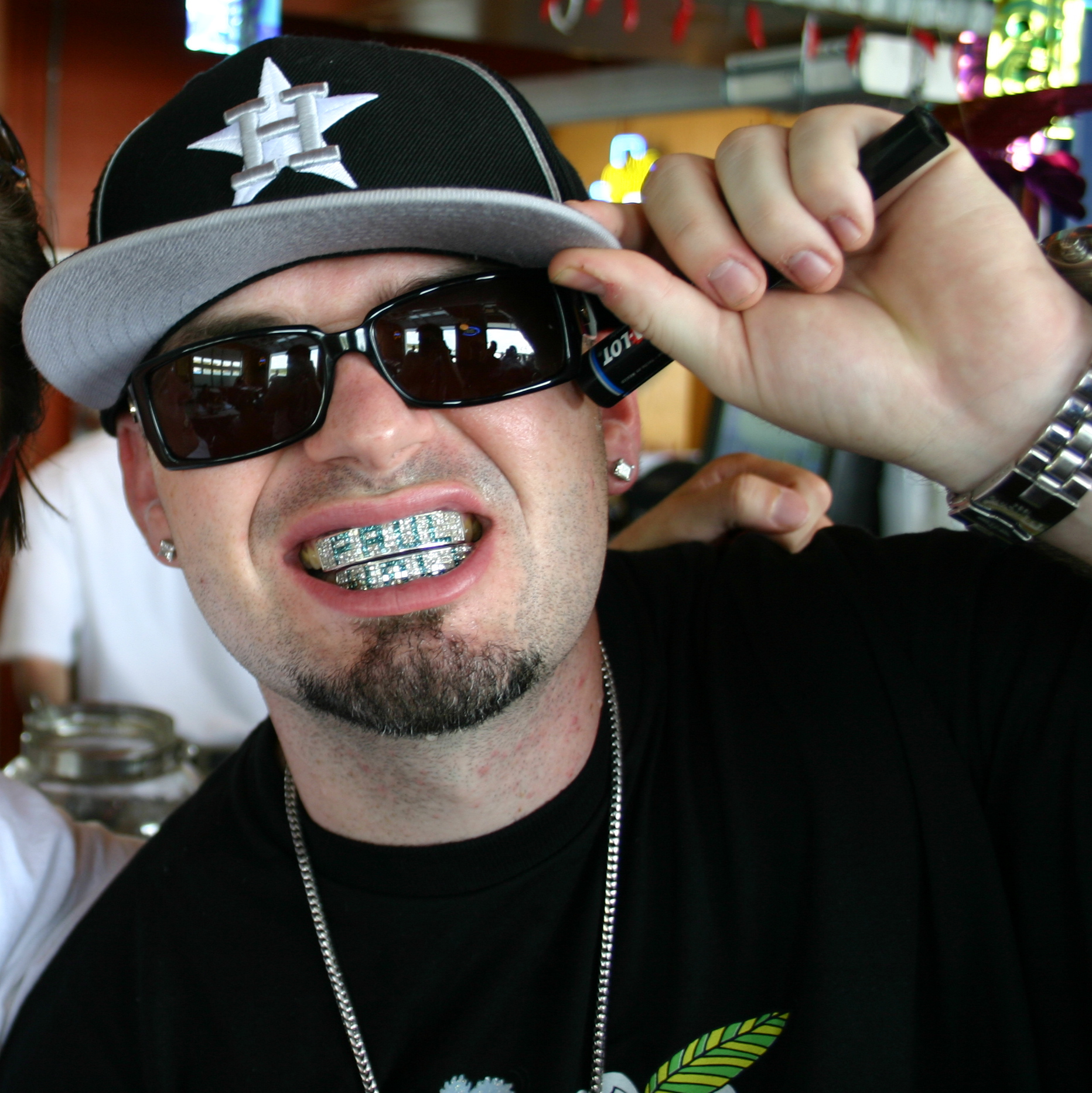
Paul Wall portant un grillz.

Le grillz (parfois orthographié grills) est une prothèse dentaire décorative, particulièrement en vogue depuis le retour du bling-bling, notamment dans les milieux du rap, des musiques urbaines ou de la street mode.

## Description
En général, la prothèse est fabriquée en métal précieux (or, chrome ou nickel) et incrustée de pierres précieuses ou semi-précieuses. Elle peut être considérée comme un simple accessoire dentaire (en remplacement d'une dent cariée ou cassée) ou comme une pièce de joaillerie (c-à-d un bijou à part entière), et parfois les deux à la fois.
En fonction de la commande (unique ou spéciale), du temps de fabrication, du métal employé et des matières précieuses, certaines pièces peuvent atteindre des prix élevés (plusieurs milliers d’euros ou de dollars).

## Histoire
Le grillz est le successeur des anciennes modifications dentaires, dont les traces remontent à l'Antiquité. Des bijoux dentaires sont en effet attestés chez les Égyptiens (2500 ans avant J-C, notamment sur le site de Gizeh) ou chez les Mayas.
Le grillz réapparaît avec la culture hip-hop au début des années 80 aux USA, sous l'influence d'Eddie Plein. Ce dernier s'était cassé une dent pendant un repas au Suriname, donc il s'était rendu chez un dentiste local qui l'avait remplacée par une dent en or (au lieu d'une banale dent en plomb). Convaincu par le potentiel de cette "découverte", il suit des cours de dentisterie et ouvre une boutique où la clientèle afflue. Il s'installe à Atlanta Géorgie et s'intéresse aux possibilités du diamant. Son nouveau magasin, appelé “Famous Eddie”, fournit des stars du rap comme Ludacris, Jay-Z ou NAS. La mode est lancée.